# Филозофија композиције
Филозофија композиције је есеј који је написао Едгар Алан По (1809−1849), и који разјашњава теорију начина на који добри писци пишу, када пишу добра дела. Есеј је први пут објављен у априлском издању „Грејемовог магазина“ 1846. године. У есеју По закључује да су дужина, „јединство утиска“ и логичан метод важни предуслови за добро стварање. Такође износи тврдњу да „смрт... прелепе жене“ је „несумњиво најпоетичнија тема на свету“. По користи композицију свог Гаврана као пример.

### Дужина
По је веровао да би сва дела требало да буду кратка, са изузетком новела. „Постоји“, наводи он, „јасно одређена граница... за сва дела књижевне уметности – граница једног дејства.“ Посебно је истакао ово „правило“, али такође је забележио да кратка прича има предност над новелом баш из овог разлога.

### Метод
По је одбацио тврдњу о уметничкој интуицији и доказивао да је писање методско и аналитичко, а не спонтано. „Већина писаца, нарочито песника“, каже он, „више воли да свет мисли како они стварају у некој врсти племенитог лудила, подсвесног заноса, и они би несумњиво задрхтали када би пустили јавност да баци поглед иза кулиса, на оно мучно и несигурно сазревање мисли, на прави смисао који је схваћен тек у последњем тренутку, на оне небројене мисли које су само синуле у глави а нису доспеле до пуне зрелости и јасноће, на оне потпуно уобличене представе које су у тренутку очајања одбачене као неупотребљиве, на оно опрезно одабирање и одбацивање, на мучно брисање и уметање – једном речју, на котурове и зупчанике, на справе за покретање позорнице, на лествице и под који се отвара, на петлово перје, руменило и вештачке креме што у деведесет девет посто случајева сачињава позорницу.“

### Јединство утиска
Есеј потврђује Поово уверење да би дело требало бити написано само ако је аутор већ раније одредио како ће се оно завршити и какав ће емоционални утицај, или „утисак“ оставити, општепознато као „јединство утиска.“ Кад је утисак већ одређен, аутор би требало да одреди све друге ствари у вези са композицијом дела, укључујући тон, тему, место, ликове, заплет и фабулу. У овом случају, По логично бира „смрт... прелепе жене“ као дефинитивно највише песнички предмет на свету, и исто тако је ван сваке сумње да је о таквом предмету најпозванији да говори ожалошћени љубавник.“ Неки критичари и аналитичари Поовог живота су често говорили да је Поова обузетост овом темом условљена честим губитком жена у његовом животу, укључујући његову мајку Елизу По као и помајку Френсис Алан и, касније, супругу Вирџинију.

## Гавран
У есеју По прати логичан и поступан процес настајања, своје песме, као покушај да „начини песму која би у исто време задовољила укусе и читалаца и критичара.“ Он тврди да је размотрио сваки аспект песме. На пример, каже да је намерно начинио да вече буде бурно и олујно, како би „натерао“ гаврана да потражи склониште. Намерно је изабрао бледу мермерну бисту Паладе како би направио контраст са црним перјем птице. Ниједан део песме, тврди он, није био случајан.
Чак и израз „Nevermore“, „Никад више“, је утемељен на логици која прати „јединство ефекта“. Призвук самогласника у речи, наводи он, има дубље значење од дефиниције саме речи.